# Gran Premio di superbike di Losail 2018
Il Gran Premio di superbike di Losail 2018 è stata la tredicesima e ultima prova del campionato mondiale Superbike 2018, è stato disputato il 26 e 27 ottobre sul circuito di Losail e in gara 1 ha visto la vittoria di Jonathan Rea davanti a Tom Sykes e Alex Lowes, gara 2 non è stata invece disputata a causa delle avverse condizioni meteorologiche. Questo annullamento non ha avuto ripercussioni sulle classifiche finali del campionato dato che il titolo piloti era già stato matematicamente assegnato da tempo al pilota britannico Jonathan Rea, al suo quarto titolo iridato consecutivo nella categoria.
La vittoria nella gara valevole per il campionato mondiale Supersport 2018 è stata ottenuta dal campione uscente della categoria Lucas Mahias. Con il secondo posto ottenuto in gara, il titolo iridato piloti è stato ottenuto dal pilota tedesco Sandro Cortese davanti al pilota francese Jules Cluzel caduto in quest'ultima tappa.

## Risultati

### Gara 1

#### Arrivati al traguardo
| Pos. | Nº | Pilota               | Squadra                  | Motocicletta      | Giri | Tempo     | Griglia | Punti |
| ---- | -- | -------------------- | ------------------------ | ----------------- | ---- | --------- | ------- | ----- |
| 1º   | 1  | Jonathan Rea         | Kawasaki Racing          | Kawasaki ZX-10RR  | 17   | 33'34.913 | 2º      | 25    |
| 2º   | 66 | Tom Sykes            | Kawasaki Racing          | Kawasaki ZX-10RR  | 17   | +1.424    | 1º      | 20    |
| 3º   | 22 | Alex Lowes           | Pata Yamaha              | Yamaha YZF R1     | 17   | +3.705    | 3º      | 16    |
| 4º   | 50 | Eugene Laverty       | Milwaukee Aprilia        | Aprilia RSV4 RF   | 17   | +4.723    | 4º      | 13    |
| 5º   | 33 | Marco Melandri       | Aruba.it Racing - Ducati | Ducati Panigale R | 17   | +10.579   | 9º      | 11    |
| 6º   | 76 | Loris Baz            | GULF ALTHEA BMW Racing   | BMW S 1000 RR     | 17   | +13.173   | 7º      | 10    |
| 7º   | 60 | Michael van der Mark | Pata Yamaha              | Yamaha YZF R1     | 17   | +14.557   | 8º      | 9     |
| 8º   | 7  | Chaz Davies          | Aruba.it Racing - Ducati | Ducati Panigale R | 17   | +17.216   | 12º     | 8     |
| 9º   | 45 | Jacob Gagne          | Red Bull Honda           | Honda CBR1000RR   | 17   | +17.277   | 14º     | 7     |
| 10º  | 54 | Toprak Razgatlıoğlu  | Kawasaki Puccetti Racing | Kawasaki ZX-10RR  | 17   | +18.179   | 11º     | 6     |
| 11º  | 32 | Lorenzo Savadori     | Milwaukee Aprilia        | Aprilia RSV4 RF   | 17   | +24.924   | 5º      | 5     |
| 12º  | 36 | Leandro Mercado      | Orelac Racing VerdNatura | Kawasaki ZX-10RR  | 17   | +30.183   | 13º     | 4     |
| 13º  | 12 | Javier Forés         | Barni Racing             | Ducati Panigale R | 17   | +34.931   | 6º      | 3     |
| 14º  | 40 | Román Ramos          | GoEleven Kawasaki        | Kawasaki ZX-10RR  | 17   | +46.851   | 16º     | 2     |
| 15º  | 16 | Gabriele Ruiu        | Pedercini Racing         | Kawasaki ZX-10RR  | 17   | +58.890   | 15º     | 1     |

#### Ritirati
| Nº | Pilota            | Squadra                 | Motocicletta      | Giri | Griglia |
| -- | ----------------- | ----------------------- | ----------------- | ---- | ------- |
| 77 | Maximilian Scheib | MV Agusta Reparto Corse | MV Agusta 1000 F4 | 8    | 17º     |
| 2  | Leon Camier       | Red Bull Honda          | Honda CBR1000RR   | 7    | 10º     |

### Supersport

#### Arrivati al traguardo
| Pos. | Nº  | Pilota                | Squadra                          | Motocicletta     | Giri | Tempo     | Griglia | Punti |
| ---- | --- | --------------------- | -------------------------------- | ---------------- | ---- | --------- | ------- | ----- |
| 1º   | 144 | Lucas Mahias          | GRT Yamaha                       | Yamaha YZF R6    | 12   | 24'49.552 | 1º      | 25    |
| 2º   | 11  | Sandro Cortese        | Kallio Racing                    | Yamaha YZF R6    | 12   | +2.000    | 2º      | 20    |
| 3º   | 64  | Federico Caricasulo   | GRT Yamaha                       | Yamaha YZF R6    | 12   | +3.137    | 7º      | 16    |
| 4º   | 36  | Thomas Gradinger      | NRT                              | Yamaha YZF R6    | 12   | +3.161    | 9º      | 13    |
| 5º   | 21  | Randy Krummenacher    | BARDAHL Evan Bros.               | Yamaha YZF R6    | 12   | +6.236    | 11º     | 11    |
| 6º   | 6   | Corentin Perolari     | GMT94 Yamaha                     | Yamaha YZF R6    | 12   | +6.608    | 5º      | 10    |
| 7º   | 98  | Héctor Barberá        | Kawasaki Puccetti Racing         | Kawasaki ZX-6R   | 12   | +6.709    | 10º     | 9     |
| 8º   | 3   | Raffaele De Rosa      | MV Agusta Reparto Corse by Vamag | MV Agusta F3 675 | 12   | +7.705    | 8º      | 8     |
| 9º   | 38  | Hannes Soomer         | Racedays                         | Honda CBR600RR   | 12   | +13.060   | 12º     | 7     |
| 10º  | 56  | Péter Sebestyén       | CIA Landlord Insurance Honda     | Honda CBR600RR   | 12   | +23.199   | 16º     | 6     |
| 11º  | 86  | Ayrton Badovini       | MV Agusta Reparto Corse by Vamag | MV Agusta F3 675 | 12   | +23.887   | 13º     | 5     |
| 12º  | 84  | Loris Cresson         | Kallio Racing                    | Yamaha YZF R6    | 12   | +33.090   | 19º     | 4     |
| 13º  | 74  | Jaimie van Sikkelerus | GEMAR Team Lorini                | Honda CBR600RR   | 12   | +38.099   | 17º     | 3     |
| 14º  | 88  | Christian Stange      | GoEleven Kawasaki                | Kawasaki ZX-6R   | 12   | +38.113   | 20º     | 2     |
| 15º  | 10  | Nacho Calero          | Orelac Racing VerdNatura         | Kawasaki ZX-6R   | 12   | +1'20.910 | 21º     | 1     |
| 16º  | 12  | Alex Murley           | GEMAR Team Lorini                | Honda CBR600RR   | 12   | +1'35.014 | 22º     |       |

#### Ritirati
| Nº  | Pilota                   | Squadra                      | Motocicletta        | Giri | Griglia |
| --- | ------------------------ | ---------------------------- | ------------------- | ---- | ------- |
| 16  | Jules Cluzel             | NRT                          | Yamaha YZF R6       | 11   | 3º      |
| 34  | Javier Ezequiel Iturrioz | GoEleven Kawasaki            | Kawasaki ZX-6R      | 11   | 23º     |
| 51  | Glenn van Straalen       | EAB antwest Racing           | Kawasaki ZX-6R      | 8    | 15º     |
| 111 | Kyle Smith               | CIA Landlord Insurance Honda | Honda CBR600RR      | 4    | 6º      |
| 81  | Luke Stapleford          | Profile Racing               | Yamaha YZF R6       | 2    | 4º      |
| 78  | Hikari Ōkubo             | Kawasaki Puccetti Racing     | Kawasaki ZX-6R      | 0    | 14º     |
| 49  | Sam Hornsey              | Profile Racing               | Triumph Daytona 675 | 0    | 18º     |